# Xenophrys
Xenophrys és un gènere d'amfibis de la família Megophryidae.

## Taxonomia
- Xenophrys aceras
- Xenophrys auralensis
- Xenophrys baluensis
- Xenophrys boettgeri
- Xenophrys brachykolos
- Xenophrys caudoprocta
- Xenophrys daweimontis
- Xenophrys dringi
- Xenophrys giganticus
- Xenophrys glandulosa
- Xenophrys jingdongensis
- Xenophrys kempii
- Xenophrys kuatunensis
- Xenophrys longipes
- Xenophrys major
- Xenophrys mangshanensis
- Xenophrys medogensis
- Xenophrys minor
- Xenophrys nankiangensis
- Xenophrys omeimontis
- Xenophrys pachyproctus
- Xenophrys palpebralespinosa
- Xenophrys parva
- Xenophrys robusta
- Xenophrys shapingensis
- Xenophrys shuichengensis
- Xenophrys spinata
- Xenophrys wawuensis
- Xenophrys wuliangshanensis
- Xenophrys wushanensis
- Xenophrys zhangi